# 2004 في السويد
الأحداث من عام 2004 في السويد.

## الحكم
- الملك - كارل السادس عشر غوستاف
- رئيس وزراء - جوران بيرسون

## الوفيات

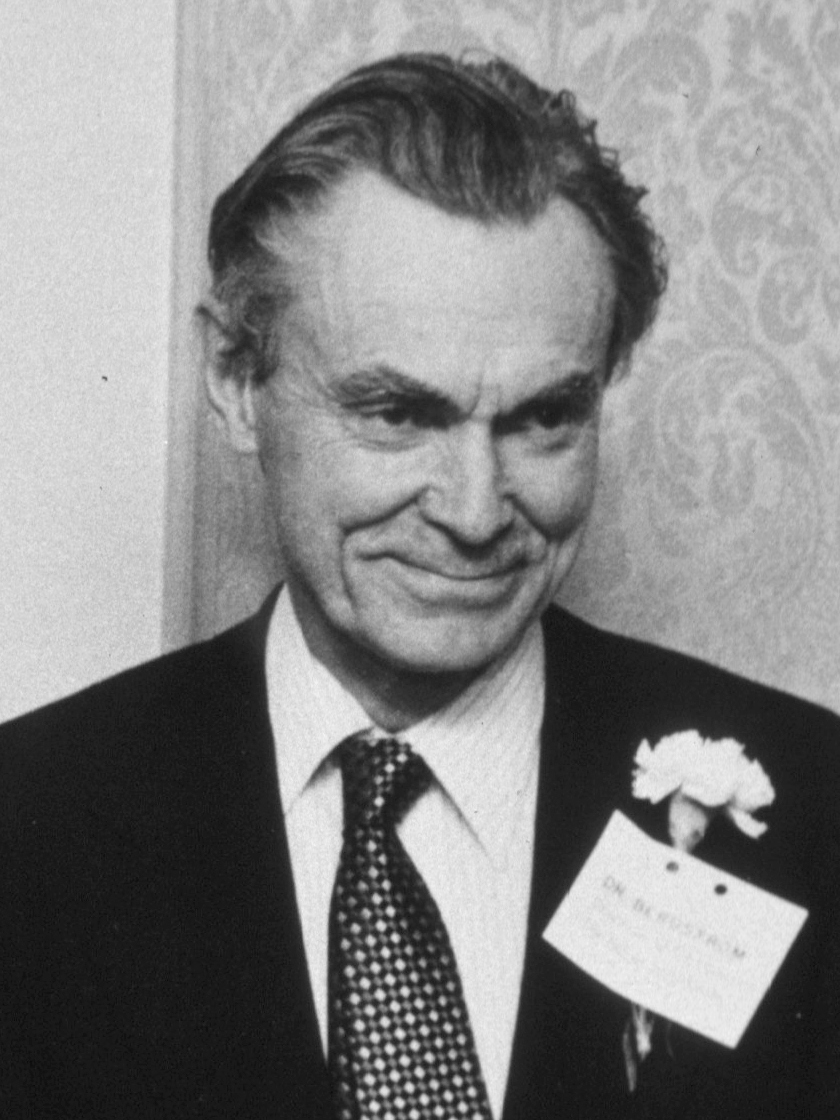
سوني برغستروم

- 9 كانون الثاني - بوريه دورش, صحفي (مواليد 1929).[1]
- 15 آب - سوني برغستروم, عالم الكيمياء الحيوية (مواليد 1916).
- 9 تشرين الثاني - ستيج لارسون, صحفي وروائي (مواليد 1954).
- 17 تشرين الثاني - ميكائيل ليونجبرج, مصارع (مواليد 1970).[2]